# Namera
El Namera (leopardo en hebreo y, al mismo tiempo, una contracción formada por "NAgmash" y "MERA de MERkavA") es un vehículo de combate de infantería pesado israelí basado en el tanque Merkava Mark IV. Fue desarrollado y construido por Israel Military Industries. Entró en servicio en las Fuerzas de Defensa de Israel (FDI) en el verano de 2008.

## Historia

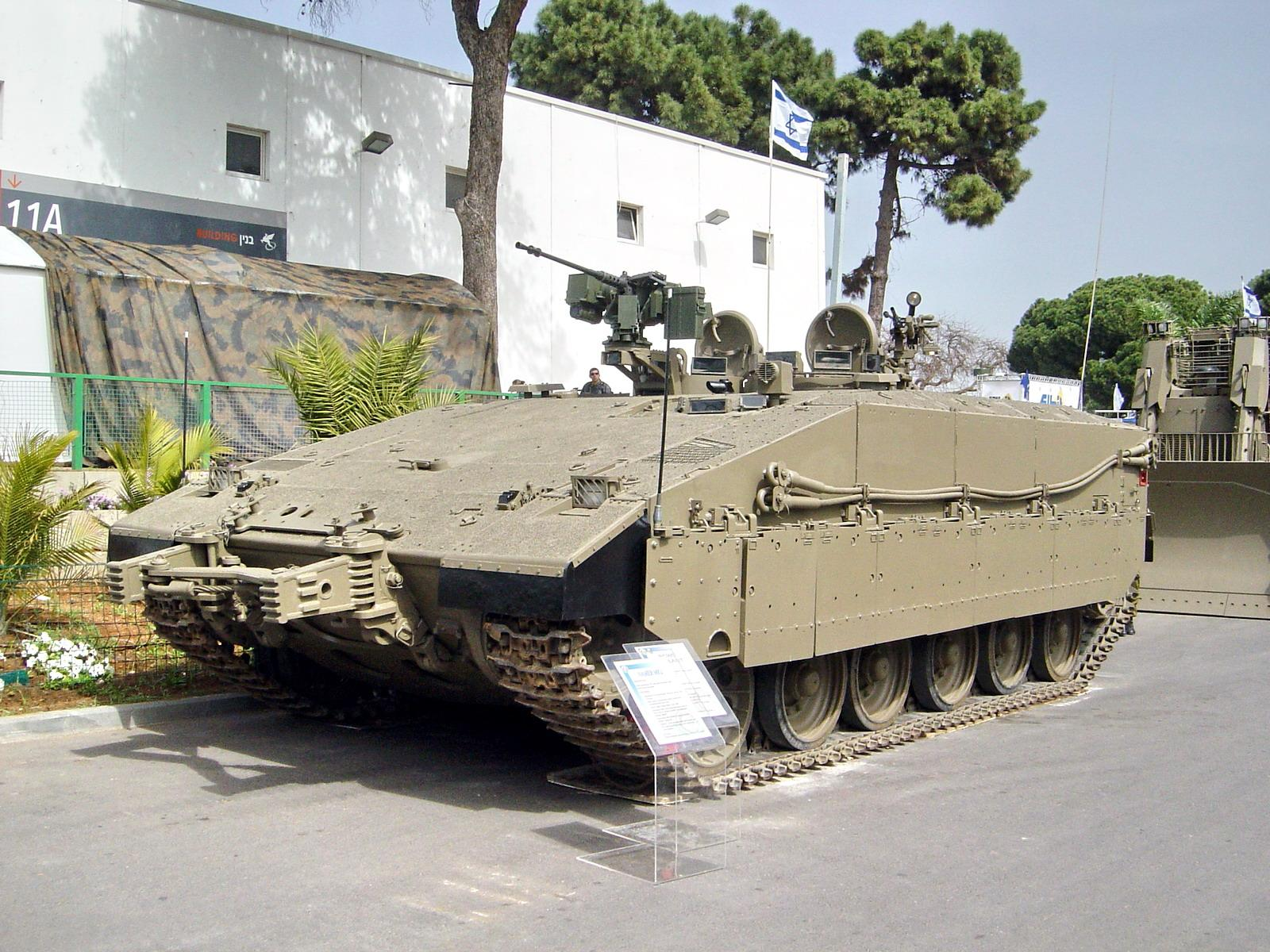
Un prototipo del Namera, su nombre originalmente era NAMER, pero al estar basado en el Merkava Mark I, y queriéndose seguir la línea de nombres se toma el de Namera.

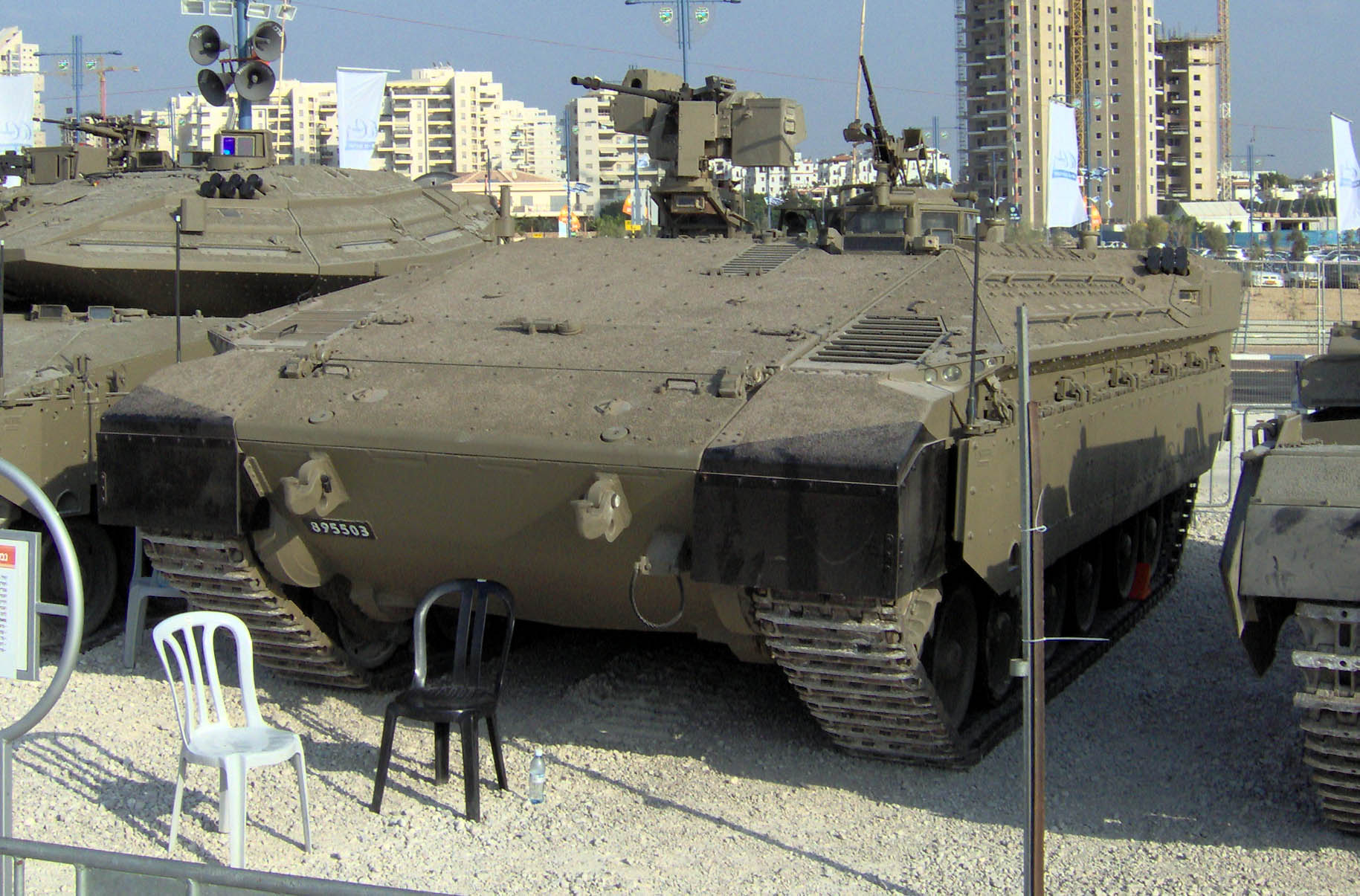
Un Namera operativo basado en el Merkava Mark IV.

### Década de 1990 - 2004
La experiencia de transformar tanques Centurión en transportes blindados de personal (Nagmachon) y vehículos de ingenieros (Puma, Nakpadon), seguida por la exitosa conversión de tanques T-55 en vehículos de combate de infantería, promovió la idea de convertir tanques en desuso Merkava en transportes blindados de personal/vehículos de combate de infantería con grueso blindaje. La idea era muy prometedora, porque 250 tanques Merkava Mark I estaban siendo gradualmente retirados de servicio y estaba claro que el cañón de 105 mm de los Merkava Mark II no podía ser reemplazado por el más moderno IMI de 120 mm.
El desarrollo no avanzó mucho en la década de 1990 debido a la falta de fondos, pero tras el Conflicto de la Franja de Gaza de 2004, que puso en evidencia la vulnerabilidad del transporte blindado M113 ante las bombas artesanales y los lanzacohetes antitanque RPG-7, las FDI reiniciaron el desarrollo del vehículo. Entonces se prefirió desarrollar y producir localmente el Namer/Namera a comprar el transporte blindado de personal Stryker, ofrecido por los Estados Unidos.

### 2005 al presente
Eventualmente, Israel Military Industries desarrolló algunos prototipos de vehículos de combate de infantería basados en el chasis del Merkava Mark I, así como un puñado de vehículos de combate de infantería basados en el chasis del Merkava Mark IV. El vehículo inicialmente iba a ser llamado Nemmera (leoparda, en hebreo), pero fue rebautizado más tarde como Namera, en vez de Namer, ya que éste fue el nombre del prototipo del cual provienen.
El 15 de febrero de 2005, el diario Maariv informaba que un prototipo del Namera (el Namer), basado en el Merkava Mark I estaba siendo empleado por la Brigada Givati para pruebas y evaluación. Estaba equipado con una torreta de control remoto Rafael, operada y alimentada desde el interior del vehículo. Esta misma unidad fue expuesta en la feria de armamento Eurosatory 2005, atrayendo el interés de potenciales clientes extranjeros.  
Las lecciones aprendidas en las batallas de la Guerra del Líbano de 2006 también confirmaron la validez de este programa. En consecuencia, se reportó en 2007 que los quince primeros Namer para pruebas serían suministrados en 2008 y que más de un centenar finalmente equiparían a dos brigadas de combate. Sin embargo, se abandonaron los planes de conversión en favor del empleo de chasis de Merkava Mark IV nuevos, a los que se bautizará Namera. 
El 1 de marzo de 2008, un Namera operativo basado en el chasis de un Merkava Mark IV fue oficialmente presentado a las FDI. Por lo que se apresuró la producción en mayo de 2008, importándose piezas desde los Estados Unidos. El 15 de septiembre de 2008, el Namera fue presentado al público general en una exhibición que tuvo lugar en Rishon LeZion.

## Diseño

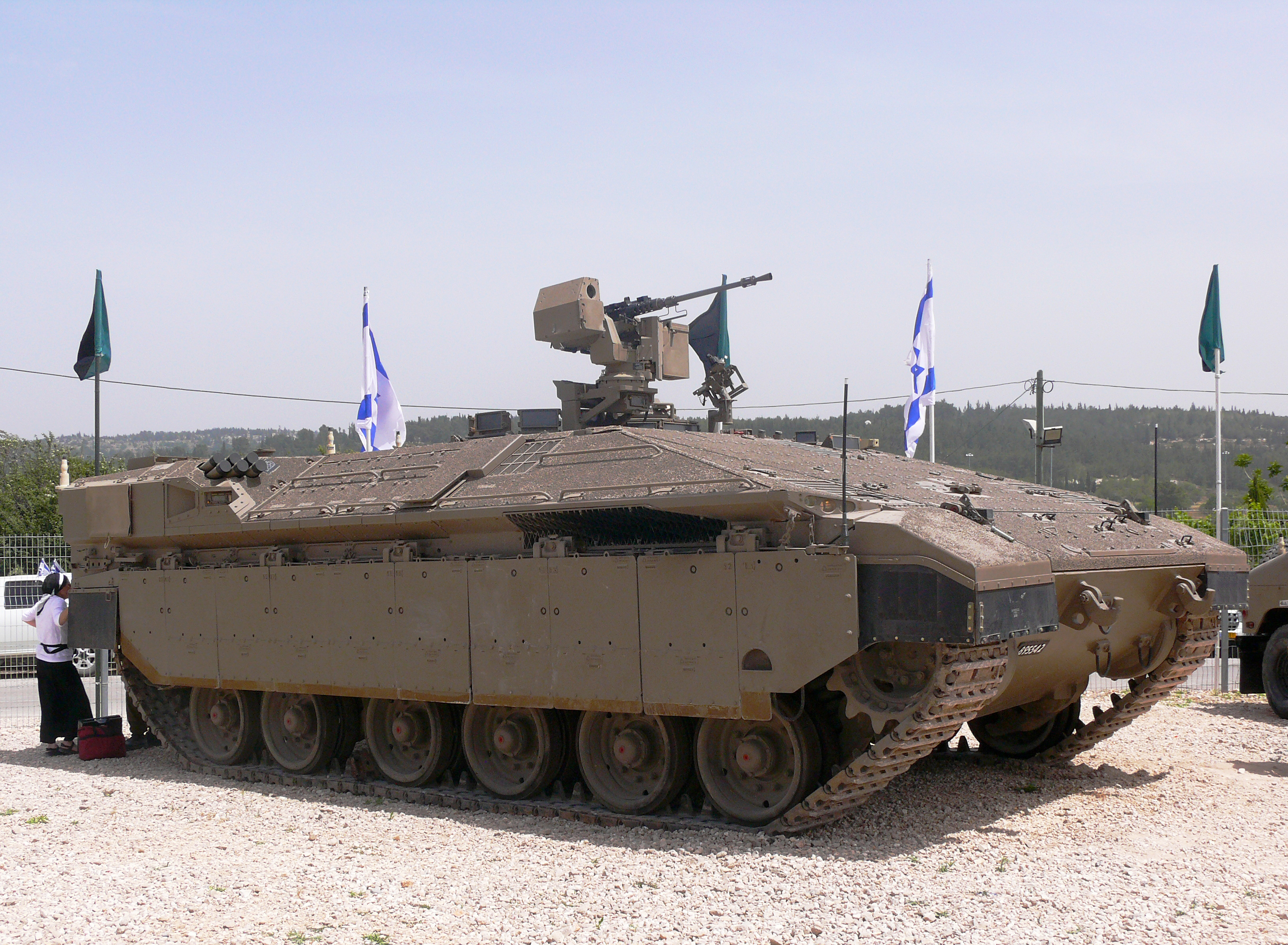
Un Namera operativo expuesto en Yad La-Shiryon, Latrun.

### Supervivencia
Al igual que el Merkava Mark IV, el Namera ha sido diseñado para ofrecer un alto nivel de supervivencia a sus tripulantes en el campo de batalla con ayuda de blindaje modular, blindaje ventral en V reforzado y protección ABQ. También puede ser equipado con un sistema de protección activa (contramedidas electrónicas, blindaje reactivo). En junio de 2009, las FDI aprobaron la compra del sistema de protección activa Iron Fist de IMI para el Namera.

### Armamento
El Namera puede ser armado tanto con una ametralladora M2 o un lanzagranadas automático Mk-19 montados en una torreta a control remoto RCWS Samson, una ametralladora FN MAG calibre 7,62 mm y un mortero de 60 mm. También lleva granadas fumígenas. Además se ha tomado en cuenta el montaje de un cañón automático de 30 mm a control remoto y de misiles antitanque Spike.

### Capacidades
El Namera es capaz de maniobrar sobre terreno difícil, propulsado por un motor diésel enfriado por aire de la Teledyne Continental, el modelo seleccionado fue el mismo que equipa a los Merkava Mk.3 el AVDS-1790-9AR de 12 cilindros en V de 1200 CV (895 kW). Puede transportar hasta 12 soldados (3 de la tripulación y 9 soldados completamente equipados) y una camilla, o dos camillas y equipo médico en el Namerbulance (la versión de evacuación médica). La entrada posterior original del Merkava Mark IV fue rediseñada para ser una puerta-rampa más ancha con una tronera para francotirador. Tiene dos escotillas en el techo, que es más alto que el techo del chasis del Merkava. Además emplea el mismo sistema de control digital que el Merkava Mark IV.

## Diferenciación
No debe confundirse al denominarlo Namer,ya que éste fue originalmente el prototipo basado en el casco de un Merkava Mk.1, y su versión final es el Namera,basado en el casco de un Merkava Mk.4. El nombre de Namer se ha empleado para los vehículos de ingenieros y de recuperación basados en los cascos del Merkava.

## Usuarios
- Israel

La Brigada Golani fue la primera unidad en ser equipada con el Namera. Según las FDI, el Namera será distribuido a las unidades de infantería e ingenieros, con posibles planes futuros para versiones de observación y mando. Dos Namera participaron en el Conflicto de la Franja de Gaza de 2008-2009 junto a la brigada Golani. Para febrero de 2009, las FDI habían ordenado 130 Nameras y ya habían recibido unos 10, mientras planeaban ordenar 800 vehículos más. Para junio de 2009, las FDI recibieron 15 vehículos de los 45 ordenados.
- Azerbaiyán

Azerbaiyán e Israel han llevado a cabo negociaciones sobre el vehículo Namera.
- Estados Unidos

El Ejército de los Estados Unidos está llevando a cabo pruebas con vehículos de transporte de infantería de desarrollo y construcción externa de tipo operacional, como forma de evaluar las capacidades de ciertos VCI frente a los requerimientos hechos para la adquisición de un nuevo VCI dentro del proyecto Ground Combat Vehicle. Uno de estos vehículos en ser evaluados es el Namera.

### Desarrollos relacionados
- Achzarit
- Merkava
- Namer
- Nemer
- Sholef
- Eitan AFV

### Vehículos similares
- Marder
- Schützenpanzer Puma
- Lynx
- ZBD-97
- K-200/KIFV
 K-21 IFV
- AIFV
 M2/M3 Bradley
- /ASCOD Pizarro/ULAN
- AMX-10P
- TAM VCTP
- Dardo
- Tipo 89 VCI
- VCI Anders
- FV510 Warrior
- BMP-3
 BMP-T
  BTR-T
- Bionix VCI
- VIU Munja
- CV90/CV9030/CV9040